# Guriezo
Guriezo – gmina w Hiszpanii, w prowincji Kantabria, w Kantabrii, o powierzchni 79,51 km². W 2011 roku gmina liczyła 2419 mieszkańców.